# Acaponeta
Acaponeta é um município do estado do Nayarit, no México.